# Veritas Software
Veritas Software è una società di software fondata nel 1989 e situata a Mountain View (California), specializzata nella produzione di programmi per l'archiviazione dei dati.
Il 16 dicembre 2004 Veritas e Symantec annunciano la volontà di fondersi per un valore di $13.5 miliardi circa; sarebbe stata la maggiore fusione di aziende di software dell'epoca. Il 24 giugno 2005 gli azionisti Veritas e Symantec approvano la delibera, il 2 luglio finalizzano l'unione e la compagnia risultante mantiene il nome Symantec.
Nel 2016 avviene lo spin-off da Symantec e Veritas viene acquisita dal fondo d'investimento Carlyle Group che ne detiene tuttora il controllo.

## Prodotti
Tra i prodotti di Veritas Software vi è VxFS, uno dei primi file system journaling, il software di backup per utilizzo SOHO Backup Exec e quello destinato alle grosse imprese Netbackup.
Ulteriori prodotti sono : Veritas Resiliency Platform (VRP) prodotto per la gestione della Business Continuty e DR onpremis e in multicloud; Veritas Risk Analyzer per il supporto e verifica della consistenza delle insfrastrutture HW e SW a supporto del DR e BC; Veritas Cloud Point, per la gestione centralizzata delle snapshot su multi array e multi cloud; Veritas Enterprise Vault Suite, per la gestione dell'archiviazione dei dati non strutturati e la classificazione delle informazioni in base a policy (ad esempio GDPR); Veritas Information Map,  per la discovery e reportistica dei sistemi e dati aziendali; Veritas Access, secondary storage e long term retantion storage; Cognitive Object Storage, secondary storage con IA per la classificazione degli oggetti; Cloud Mobility, per la migrazione degli ambienti da e verso il cloud, da un Vmware a Hyper-V.